# Мирон из Елевфер
Ми́рон (греч. Μύρων) — древнегреческий скульптор эпохи ранней классики «строгого стиля», предшествовавшего расцвету искусства древнегреческой классики (конец VI — начало V в. до н. э.).

## Биография
Под именем «Мирон» в античных источниках упоминаются шесть скульпторов из разных мест Эллады: Афин, Олимпии, Фив, Спарты. Имя Мирона из Елевфер (Элефтерий), на границе Аттики и Беотии, названо у Павсания (IX, 30,1) и Плиния Старшего (XXXIV, 57).
Однако, если Плиний называет Мирона уроженцем Елефтер, то Павсаний именует его афинянином. Надёжных сигнатур (подписей) Мирона не сохранилось. Плиний также называет Мирона учеником Агелада, как и Поликлета, и их обоих «сверстниками и соучениками» (XXXIV, 49, 57, 58, 79), но по другим данным Мирон должен был быть старше Поликлета. По-видимому, он работал в 480—440 гг. до н. э..

## Произведения
Мирон, как и другие скульпторы его времени, работал почти исключительно в бронзе. В источниках упоминаются созданные им статуи победителей в атлетических состязаниях: Тиманта (в панкратии), Ликина (в беге колесниц), Филиппа (в кулачном бою), Лада (в беге). Наиболее знаменитое произведение Мирона — «Дискобол» (ок. 450 г. до н. э.) — изображает атлета, намеревающегося бросить диск. Эта бронзовая статуя, оригинал которой не сохранился, дошла до нашего времени в нескольких мраморных репликах. Лучшая из них — так называемый Дискобол Ланчелотти — находится в Национальном музее Палаццо Массимо алле Терме в Риме. Она составлена из фрагментов разных скульптур: голова была найдена на Эсквилинском холме в Риме в 1781 году, остальные части взяты из других сохранившихся фрагментов.
В числе наиболее знаменитых произведений Мирона было бронзовое изображение тёлки (коровы), известное лишь по литературным описаниям, в которых восхвалялось её исключительное жизнеподобие. Сохранилось 47 эпиграмм, посвящённых этой скульптуре:

Медь оживил своей мудростью Мирон, или вернее
Тёлку из стада пригнав, в медь он её обратил
Юлиан из Египта
Дальше паси свое стадо, пастух, чтобы тёлку Мирона,
Словно живую, тебе с прочим скотом не угнать.
Анакреонт
Медная ты, но гляди: к тебе плуг притащил землепашец,
Сбрую и вожжи принес, тёлка — обманщица всех.
Мирона было то дело, первейшего в этом искусстве;
Сделал живою тебя, тёлки рабочей дав вид.
Гемин.

По свидетельству Цицерона («Против Верреса», IV, 135), «Тёлка Мирона» в 70 г. до н. э. находилась на Афинском Акрополе. Позднее, в VI в. н. э., стояла на Форуме Мира в Риме. Затем скульптуру перевезли в новую столицу — Константинополь, и далее её следы теряются. Секст Проперций также упоминал четырёх бронзовых быков, установленных вокруг алтаря в портике храма Аполлона Палатинского в Риме (II, 31). Изображения портика с быками сохранились на римских монетах.
Ещё одно знаменитое произведение Мирона — скульптурная группа «Афина и Марсий» (457—447) — описана Павсанием как стоящая на Афинском Акрополе (I, 24, 1). В популярном беотийском мифе рассказывается, что Афина изобрела флейту, но её игру осмеяли другие боги, а после того как Афина увидела в отражении в воде, что её прекрасное лицо безобразно искажается во время игры, то она в гневе выбросила флейту, прокляв того, кто её поднимет. Силен Марсий не только освоил игру на новом инструменте, но и вызвал на состязание самого Аполлона. Разгневанный дерзостью Марсия, тот велел подвесить силена за руки и содрать с него живого кожу. Кожа была повешена в гроте у Келен во Фригии. Ходили слухи, что она начинала двигаться в такт музыке бурного фригийского лада, когда до грота долетали звуки флейт пастухов, и оставалась неподвижной при аккордах кифары Аполлона.
В собрании бывшего Латеранского музея путём сравнения с изображениями на монетах, краснофигурных сосудах и мраморных вазах идентифицировали фрагмент фигуры «танцующего сатира» (торс с ногами до колен) как реплику знаменитой группы, а позднее обнаружили повторение головы Марсия в собрании Музея Барракко в Риме. Ещё позднее атрибутировали фигуру Афины, а также её вариант в музее Либига Франкфурта-на-Майне и ещё одну голову в музее Альбертинум в Дрездене. В музее из мраморных фрагментов создали условную реконструкцию знаменитой группы (с 1970 года Григорианский музей светского искусства располагается в Ватикане).
В честь Мирона назван кратер на Меркурии.